# Нильсен, Аллан
Аллан Герт Нильсен (дат. Allan Nielsen; род. 13 марта 1971, Эсбьерг, Рибе) — датский футболист, полузащитник известный по выступлениям за «Тоттенхэм Хотспур», «Уотфорд» и сборную Дании. Участник Чемпионата мира 1998, а также чемпионатов Европы 1996 и 2000 годов.

## Клубная карьера
Нильсен родился в Эсбьерге и в 18 лет был завербован скаутами мюнхенской «Баварии». За три года в Бундеслиге, он сыграл всего 7 минут в поединке чемпионата 1991 года против «Герты». Летом того же года Аллан покинул клуб и заключил трехлетний контракт с швейцарским «Сьоном», но так и не дебютировал за клуб. В том же году он вернулся на родину, где примкнул к «Оденсе». В своем втором сезоне Нильсен помог клубу выиграть Кубок Дании. После двух сезонов в «Оденсе» Аллан перешёл в «Копенгаген». В команде он провел всего год, но был выбран капитаном. В 1995 году Нильсен перешёл в «Брондбю» с которым выиграл чемпионат Дании, а также был признан Футболистом года в Дании.
После Евро-96 Аллан перешёл в английский «Тоттенхэм Хотспур», сумма трансфера составила £1.65 млн. За команду Нильсен провел более 100 матчей и помог ей выиграть Кубок английской лиги в 1999 году. В 2000 году он на правах краткосрочной аренды выступал за «Вулверхэмптон Уондерерс». После Евро-2000 Аллан перешёл в клуб Чемпионшипа «Уотфорд», сумма трансфера составила £2.5 млн. Он быстро стал одним из лидеров команды. За клуб Нильсен провел 100 матчей после чего вернулся на родину, где закончил карьеру в клубе «Херфёльге» в 2004 году.

## Международная карьера
16 августа 1995 года в матче против сборной Армении Нильсен дебютировал за сборную Дании. Спустя 45 секунд с момента выход на замену Аллан забил своей первый гол за национальную команду. В 1996 году он был включен в заявку на участие в чемпионате Европы в Англии. На турнире он принял участие в матче против сборной Турции и забил в этом поединке один из голов. На турнире во Франции Нильсен был основным футболистом и сыграл во всех пяти матчах против сборных Франции, Нигерии, Бразилии, Саудовской Аравии, а в поединке против ЮАР он забил гол, который помог его команду добиться ничьей.
В 2000 году Аллан был включен в заявку команды на участие в чемпионате Европы в Бельгии и Голландии. На турнире он принял участие в матчах против Нидерландов и Франции. В 2002 году Аллан завершил карьеру в сборной.

### Голы за сборную Дании
| #   | Дата            | Место             | Противник | Счёт | Результат | Соревнование                            |
| --- | --------------- | ----------------- | --------- | ---- | --------- | --------------------------------------- |
| 01. | 16 августа 1995 | Ереван, Армения   | Армения   | 0:2  | 0:2       | Чемпионат Европы 1996 отборочный турнир |
| 02. | 19 июня 1996    | Шеффилд, Англия   | Турция    | 2:0  | 3:0       | Чемпионат Европы по футболу 1996        |
| 03. | 1 сентября 1996 | Любляна, Словения | Словения  | 1:0  | 2:0       | Чемпионата мира 1998 отборочный турнир  |
| 04. | 30 апреля 1997  | Копенгаген, Дания | Словения  | 1:0  | 4:0       | Чемпионата мира 1998 отборочный турнир  |
| 05. | 30 апреля 1997  | Копенгаген, Дания | Словения  | 4:0  | 4:0       | Чемпионата мира 1998 отборочный турнир  |
| 06. | 18 июня 1998    | Тулуза, Франция   | ЮАР       | 1:0  | 1:1       | Чемпионат мира по футболу 1998          |
| 07. | 4 сентября 1999 | Копенгаген, Дания | Швейцария | 1:0  | 2:1       | Чемпионат Европы 2000 отборочный турнир |

## Достижения
Командные
«Оденсе»
- Обладатель Кубка Дании: 1992/1993

«Брондбю»
- Чемпионат Дании по футболу: 1995/96

«Тоттенхэм Хотспур»
- Обладатель Кубка лиги: 1999

Индивидуальные
- Лучший футболист Дании: 1996
- Приз Алана Хардекера: 1999